# Ritsaert ten Catebrug
De Ritsaert ten Catebrug (brug 135) is een vaste brug in Amsterdam Oud-West. De brug is gelegen in de De Clercqstraat en overspant de Bilderdijkgracht.
De eerste brug hier dateert van zomer 1902, toen er een aanbesteding plaatsvond voor deze brug en het verder uitgraven van de Bilderdijkgracht (dat wil zeggen naar de Kostverlorenvaart).. De brug moest net als de nabij gelegen nieuwe Wiegbrug geschikt zijn voor de Tramlijn Amsterdam - Zandvoort die werd geopend op 6 oktober 1904. De brug was direct voorzien van drierailig spoor met het oog op toekomstig medegebruik van de normaalsporige gemeentetram naar de uitbreidingen in de nog te annexeren gemeente Sloten.    
In 1926 werd besloten dat de brug verbreed moest worden in verband met het toenemend verkeer. Het ontwerp voor de verbreding kwam van de Dienst der Publieke Werken, waar toen Piet Kramer als architect werkzaam was voor de bruggen. Echter, zijn handtekening ontbreekt op de bouw- en bestektekening, de brug kan niet direct aan hem toegewezen worden, maar staat genoteerd als "van het bureau van". In 1927 werd de Bilderdijkgracht enige tijd gestremd om de werkzaamheden uit te voeren (juli tot en met oktober). Wel vertoont de brug enige typische Kramerelement, zoals de Amsterdamse Schoolstijl, de afwisseling bak- en natuursteen, de granieten kolomen op de landhoofden en de siersmeedijzeren balustrades. Na oplevering is er op kleine schaal aan de brug gesleuteld, zoals renovatie van onderdelen, maar eigenlijk ligt de brug er nog net zo bij als in 1927.
Over de verkeersbrug rijdt sinds 1927 tramlijn 13 en sinds 1982 ook tramlijnen 12 en 14. De Haarlemse tram reed er tot de opheffing in 1957. Op 22 juli 2018 verdwenen de lijnen 12 en 14 maar verscheen lijn 19.  
De brug ging vanaf haar oplevering naamloos door het leven als brug 135. De gemeente Amsterdam vroeg in 2016 aan de Amsterdamse bevolking om mogelijke namen voor dergelijke bruggen. Een voorstel deze brug te vernoemen naar theaterondernemer Ritsaert ten Cate werd in december 2017 goedgekeurd en opgenomen in de Basisadministratie Basisregistraties Adressen en Gebouwen.
<<< · 100 · 101 · 102 · 103 ·  105 · 106 · 107 · 108 · 109 ·  110 · 111 · 112 · 113 · 114 · 115 · 116 · 117 · 118 · 119 · 120 · 121 · 122 · 123 · 124 · 125 · 126 · 127 · 128 · 129 · 130 · 131 · 132 · 135 · 136 · 137 · 138 · 139 · 140 · 141 · 142 · 143 · 144 · 145 · 146 · 147 · 148 · 149 ·  150 · 151 · 152 · 155 · 156 · 159 · 160 · 161 · 162 · 163 · 164 · 165 · 166 · 167 · 168 · 169 ·  170 · 171 · 172 · 173 · 174 · 175 · 176 · 177 · 178 · 179 · 180 · 181 · 182 · 183 · 184 · 185 · 186 · 187 · 189 · 190 · 191 · 192 · 193 · 194 · 195 · 196 · 198 · 199 · >>>
Brugnummers 104, 133, 134, 153, 154, 157, 158, 188 en 197 zijn niet (meer) in gebruik.